# Pokémon: Advanced
Pokémon: Advanced is het zesde seizoen van de animatieserie Pokémon. Dit seizoen wordt opgevolgd door Pokémon: Advanced Challenge, en voorafgegaan door Pokémon: Master Quest. De Amerikaanse productie lag in handen van 4Kids Entertainment.

## Uitzending
Dit seizoen werd oorspronkelijk uitgezonden in doordeweekse uitzending in het jaar 2004 op kinderzender Fox Kids, gevolgd door enkele herhalingen op dezelfde zender. Is in 2008 ook nog herhaald door Jetix en in 2011 door Disney XD, het 24/7 digitale kanaal.

## Verhaallijn
Als onze held uit Pallet Town aankomt in Silver Town nabij Mount Silver, meedoet aan de Silver Conference en bij deze uitdaging de Johto-league verliest, gaat Misty terug naar haar zussen en hun gym in Cerulean City, liggende in de Kanto-regio. Op hun weg door de volgende regio, Hoenn, komen Ash, en Pikachu een meisje tegen genaamd May, en haar broertje Max. May is deelnemende aan speciale wedstrijden voor Pokémon: het opdoffen van hun uiterlijk om mee te doen aan schoonheidswedstrijden, en het aantonen van hoe prachtig zij manoeuvres kunnen uitvoeren. De echte schoonheid achter Pokémon. Op hun pad komen ze ook Brock tegen, die met hun meegaat. Ook komen ze tegenover Team Aqua en Team Magma te staan, twee duistere organisaties.

## Rolverdeling
| Hoofdrollen                           | Hoofdrollen           | Hoofdrollen                                          | Hoofdrollen        |
| Personage                             | Nederlandse versie    | Amerikaanse versie                                   | Japanse versie     |
| ------------------------------------- | --------------------- | ---------------------------------------------------- | ------------------ |
| Verteller                             | Jeroen Keers          | Rodger Parsons (afl. 1-20) Mike Pollock (afl. 21-40) | Unshō Ishizuka     |
|                                       |                       |                                                      |                    |
| Ash Ketchum                           | Christa Lips          | Veronica Taylor                                      | Rica Matsumoto     |
| Max                                   | Lot Lohr              | Amy Birnbaum                                         | Fushigi Yamada     |
| Brock                                 | Fred Meijer           | Eric Stuart                                          | Yuji Ueda          |
| May                                   | Nicoline van Doorn    | Veronica Taylor                                      | Midori Kawana      |
|                                       |                       |                                                      |                    |
| Pikachu                               | Ikue Ōtani            | Ikue Ōtani                                           | Ikue Ōtani         |
| Jessie                                | Hilde de Mildt        | Rachael Lillis                                       | Megumi Hayashibara |
| James                                 | Bram Bart             | Eric Stuart                                          | Miki Shinichirou   |
| Meowth                                | Jan Nonhof            | Maddie Blaustein                                     | Inuko Inuyama      |
|                                       |                       |                                                      |                    |
| Zuster Joy                            | Mandy Huydts          | Megan Hollingshead                                   | Ayako Shiraishi    |
| Agent Jenny                           | Edna Kalb             | Lee Quick                                            | Chinami Nishimura  |
| Drew                                  | Sander van der Poel   | Pete Zarustica                                       | Mitsuki Saiga      |
| Gary Oak                              | Bram Bart             | Jimmy Zoppi                                          | Yuko Kobayashi     |
| Delia Ketchum                         | Beatrijs Sluijter     | Veronica Taylor                                      | Masami Toyoshima   |
| Professor Oak                         | Jon van Eerd          | Stan Hart                                            | Unshô Ishizuka     |
| Stadionomroeper                       | Olaf Wijnants         | ???                                                  | ???                |
| Dexter (PokéDex) -> mannelijke dex    | Jon van Eerd          | Eric Stuart                                          | Shinichirō Miki    |
| Dextette (PokéDex) -> vrouwelijke dex | Jon van Eerd          | Rachael Lillis                                       | Megumi Hayashibara |
| Tracey                                | Rolf Koster           | Ted Lewis                                            | Tomokazu Seki      |
|                                       |                       |                                                      |                    |
| overige                               | Marjolein Algera e.a. |                                                      |                    |
| Professor Birch                       | Ewout Eggink          |                                                      |                    |

## Muziek

### Leader
De leader I Wanna Be A Hero is ingezongen door David Rolfe. Het liedje werd gecomponeerd door John Siegler en David Rolfe. Het liedje duurt vijfenveertig seconden in totaal. In de aftiteling staat er vermeld Muziek Nederlandse versie - Vertaling: Niki Romijn, Gezongen door: Herman van Doorn, terwijl de leader dit seizoen eigenlijk Engelstalig te horen was. Van Doorn en Romijn waren twee seizoenen geleden echter wel betrokken bij de productie. Het is onduidelijk of ook echt een Nederlandstalige versie geproduceerd is van I Wanna Be A Hero. 

### Cd
De leader I Wanna Be A Hero is uitgebracht op de compilatiecd Pokémon X: 10 Years Of Pokémon in de originele vijf-en-veertig seconden durende versie. Tevens is Believe in Me verkrijgbaar op dezelfde cd.

## Dvd-uitgave
| Titel                                            | Afleveringen | Verschijningsdatum | Talen      | Distributeur    |
| ------------------------------------------------ | --- | ------------------ | ---------- | --------------- |
| Pokémon Advanced Deel 1 Eindelijk op weg         | S6AFL01 Eindelijk op weg S6AFL02 Een ruïne met uitzicht S6AFL03 Oost best, Hoenn best S6AFL04 Trotse Taillow speelduur: ca. 85 minuten verpakking: standaard-dvd-doos                   | mei 2008           | Nederlands | Bridge Pictures |
| Pokémon Advanced Deel 2 Op het randje            | S6AFL05 Op het randje S6AFL06 Een gestroopt ego S6AFL07 Een boom van een Treecko S6AFL08 Een verhaal met een staart speelduur: ca. 85 minuten verpakking: standaard-dvd-doos            | mei 2008           | Nederlands | Bridge Pictures |
| Pokémon Advanced Deel 3 Leve de Lotad            | S6AFL09 Het temmen van de Shroomish S6AFL10 Jij zei een mond vol S6AFL11 Een beet om nooit te vergeten S6AFL12 Leve de Lotad speelduur: ca. 85 minuten verpakking: standaard-dvd-doos   | mei 2008           | Nederlands | Bridge Pictures |
| Pokémon Advanced Deel 4 Beeldschone Beautifly    | S6AFL13 Beeldschone Beautifly S6AFL14 Alles draait om Wurmple S6AFL15 Overmeester de school S6AFL16 Winnaar met een neuslengte speelduur: ca. 85 minuten verpakking: standaard-dvd-doos | mei 2008           | Nederlands | Bridge Pictures |
| Pokémon Advanced Deel 5 Trotseer de golf         | S6AFL17 De trap op naar Devon S6AFL18 Met wat geluk en een Wingull S6AFL19 Sharpedoaanval S6AFL20 Trotseer de golf speelduur: ca. 85 minuten verpakking: standaard-dvd-doos             | juni 2008          | Nederlands | Bridge Pictures |
| Pokémon Advanced Deel 6 Een hele berg problemen  | S6AFL21 Welke Wurmple is de goeie? S6AFL22 Een hele berg problemen S6AFL23 Corphish vissen S6AFL24 Een Corphish op het droge speelduur: ca. 85 minuten verpakking: standaard-dvd-doos   | juni 2008          | Nederlands | Bridge Pictures |
| Pokémon Advanced Deel 7 Een mudkip missie        | S6AFL25 Een Mudkipmissie S6AFL26 Neem dat maar voor Nuzleaf S6AFL27 Drie is te veel S6AFL28 Eerst zien, dan geloven speelduur: ca. 85 minuten verpakking: standaard-dvd-doos            | juni 2008          | Nederlands | Bridge Pictures |
| Pokémon Advanced Deel 8 Ik schrik me een Sableye | S6AFL29 Ik schrik me een Sableye S6AFL30 Een echt Medititegevecht S6AFL31 Vechten met geisers S6AFL32 Verlaat het schip speelduur: ca. 85 minuten verpakking: standaard-dvd-doos        | juni 2008          | Nederlands | Bridge Pictures |

## Afleveringen
| Seizoen 6 Pokémon: Advanced | Seizoen 6 Pokémon: Advanced   |
| Nr.                         | Afleveringtitel               |
| --------------------------- | ----------------------------- |
| 01                          | Eindelijk op weg              |
| 02                          | Een ruïne met uitzicht        |
| 03                          | Oost best, Hoenn best         |
| 04                          | Trotse Taillow                |
| 05                          | Op het randje                 |
| 06                          | Een gestroopt ego             |
| 07                          | Een boom van een Treecko      |
| 08                          | Een verhaal met een staart    |
| 09                          | Het temmen van de Shroomish   |
| 10                          | Jij zei een mond vol          |
| 11                          | Een beet om nooit te vergeten |
| 12                          | Leve de Lotad                 |
| 13                          | Beeldschone Beautifly         |
| 14                          | Alles draait om Wurmple       |
| 15                          | Overmeester de school         |
| 16                          | Winnaar met een neuslengte    |
| 17                          | De trap op naar Devon         |
| 18                          | Met wat geluk en een Wingull  |
| 19                          | Sharpedo-aanval               |
| 20                          | Trotseer de golf              |
| 21                          | Welke Wurmple is de goeie?    |
| 22                          | Een hele berg problemen       |
| 23                          | Corphish-vissen               |
| 24                          | Een Corphish op het droge     |
| 25                          | Een Mudkip-missie             |
| 26                          | Neem dat maar voor Nuzleaf    |
| 27                          | Drie is te veel               |
| 28                          | Eerst zien, dan geloven       |
| 29                          | Ik schrik me een Sableye      |
| 30                          | Een echt Meditite-gevecht     |
| 31                          | Vechten met geisers           |
| 32                          | Verlaat het schip             |
| 33                          | Dat is flowerpower!           |
| 34                          | Een Wailord in nood           |
| 35                          | Winnen of verliezen van Drew  |
| 36                          | De goedkeuring van Spheal     |
| 37                          | In de bres voor Joy           |
| 38                          | Een vreemd soort mist         |
| 39                          | Het trukenhuis                |
| 40                          | Wat is er met Wattson?        |
| F6                          | Jirachi, droomtovenaar        |

- s = speciale aflevering, f = film

## Trivia
- In de eerste paar afleveringen hanteert hoofdrolspeler Christa Lips (stem van Ash) een andere uitspraak van de naam 'May', namelijk op z'n Nederlands uitgesproken 'Maaij'. Deze 'vernederlandsing' is later nooit meer voorgekomen.